# Philip Rabinowitz
Philip Rabinowitz (* 16. Februar 1904; † 29. Februar 2008 in Kapstadt, Südafrika) war ein aus Litauen stammender, 1925 nach Südafrika ausgewanderter Senioren-Leichtathlet. Er galt als der schnellste 100-Jährige der Welt.

## Rekorde
Rabinowitz, der auch „Flying Phil“ und „Rabinoblitz“ genannt wurde, hielt zwei Weltrekorde seiner Altersklasse, die er beide im Green Point Stadium in Kapstadt erzielte. Zum einen lief er am 10. Juli 2004 die 100 m in 30,86 Sekunden und verbesserte damit die bisherige Bestmarke des Österreichers Erwin Jaskulski, die bei 36,19 s gelegen hatte. Eine Woche vorher hatte er bereits 28,7 s erzielt, jedoch konnte diese Zeit aufgrund eines Ausfalls der elektronischen Zeitnahme nicht offiziell anerkannt werden. Außerdem lief er am 17. Dezember 2004 die 200-m-Strecke in 1:17,59 min. Im selben Jahr, am 8. August 2004, nahm er im australischen Sydney am City-to-Surf-Rennen teil und legte die 8,7 Meilen lange Strecke in etwas über drei Stunden zurück.
Im Guinness-Buch der Rekorde wurde er als ältester noch aktiver Geher geführt. Rabinowitz, der von Trainer Hannes Wahl betreut wurde, nahm regelmäßig an 20-km-Straßengehen teil. Sein Training bestand darin, dass er täglich 6 km zu Fuß marschierte, denn so weit war der Weg hin und zurück zwischen seiner Wohnung und der von seiner Tochter Joyce Kruger geleiteten Fabrik, wo er als Buchhalter tätig war. Er lebte bis zu seinem Tod in Hout Bay bei Kapstadt. Er hatte zwei Töchter, fünf Enkel und sieben Urenkel.